# Сельское поселение «Угданское»
Се́льское поселе́ние «Угданское» — муниципальное образование в Читинском районе Забайкальского края Российской Федерации.
Административный центр — село Угдан.

## История
Статус и границы сельского поселения установлены Законом Читинской области от 19 мая 2004 года «Об установлении границ, наименований вновь образованных муниципальных образований и наделении их статусом сельского, городского поселения в Читинской области»

## Население
| 2010  | 2011  | 2012  | 2013  | 2014  | 2015  | 2016  |
| ----- | ----- | ----- | ----- | ----- | ----- | ----- |
| 1255  | ↗1263 | ↘1235 | ↘1215 | ↗1229 | ↗1273 | ↗1331 |
| 2017  | 2018  | 2019  | 2020  | 2021  |       |       |
| ↘1317 | ↘1284 | ↗1300 | ↗1317 | ↗2008 |       |       |

## Состав сельского поселения
| № | Населённый пункт | Тип населённого пункта       | Население |
| - | ---------------- | ---------------------------- | --------- |
| 1 | Угдан            | село, административный центр | ↗2008     |